# Актачинська волость
Актачинська волость — адміністративно-територіальна одиниця у складі Сімферопольського повіту Таврійської губернії. Утворена при реорганізації адміністративного поділу, який зберігався з часів Кримського ханства, із сіл західної частини Бакчесарайськаго і Качі Беш Пареси кадиликів 8 (20) октября1802 року після указу Олександра I «Про створення Таврійської губернії».
На півдні межувала з Чоргунською волостю, на сході з Махульдурською та Алуштинською волостями, на півночі з Ескіординською волостю та Євпаторійським повітом.

## Географія
Східний кордон волості проходив поздовжною долиною між Зовнішньої і Внутрішньої грядами Кримських гір (включаючи долину Бодраку). Територія повіту починалася від берега Чорного моря, на півночі збігалася з кордоном повіту, проходячи південною кромкою долини річки Тобе-Чокрак від озера Кизил-Яр до яру Іль за селом Ібраїм-Бай, звідки спускалася на південь до річки Булганак. Включала в себе долину річки Західний Булганак, Альмінську та Качинську долини. Південна межа проходила гірським масивом Каратау знову до берега моря і, мабуть, була дуже звивистою, оскільки враховувалися кордони общинних і приватних землеволодінь.

## Історія
Ще наприкінці XVIII століття у волості з'являються «російські» (тобто з немусульманськими жителями) селища. За відомістю, складеної під час п'ятої ревізії 1796 року сіл було три: Мангуш із 288 жителями, Бія-Сала — з 43, і Александропіль із 15 жителями.
Із 1805 року розпочинається заселення спорожнілих сіл, в основному степового Криму, німецькими колоністами. У волості колонії виникають на півночі, в долині Булганаку: у 1810 році засновується Кроненталь, через рік — Бергштадт біля села Агач-Елі. Трохи раніше з'являється невелика болгарська колонія в селі Балта-Чокрак.

## Населення
На 1805 рік, за Ведомостями о всяких селениях, в Симферопольском уезде состоящих…, у волості значилося 43 села, практично з виключно кримськотатарським населенням близько 4 950 осіб, а немусульманське населення записано тільки в селах Мангуш і Біясала в кількості 655 осіб. Із початку XIX століття у волость, спочатку повільно, почали прибувати переселенці — з Російських губерній і з країн Європи.

## Села Актачинської волості
Скасовано під час реформи волосного поділу в 1829 році; перетворена в Яшлавську волость, куди передана велика частина сіл. Деякі північні села відійшли до складу Сарабузької та південні — Дуванкойської волостей.